# Spinasteron kronestedti
Spinasteron kronestedti là một loài nhện trong họ Zodariidae.
Loài này thuộc chi Spinasteron. Spinasteron kronestedti được Barbara C. Baehr miêu tả năm 2003.